# Химн на Косово
„Европа“ е химнът на Република Косово[a].
Композитор е Менди Менгики. Както химните на Испания, Босна и Херцеговина и Сан Марино, химнът няма текст. Приет е на 11 юни 2008 г. Избран е, тъй като не е свързан с никоя етническа група. Приет е от парламента на Косово със 72 гласа „за“, 15 „против“ и 5 въздържали се.